# Owariasahi
Owariasahi (Japans: 尾張旭市, Owariasahi-shi) is een stad in de Japanse prefectuur Aichi. De oppervlakte van deze stad is 21,03 km² en begin 2010 had de stad ruim 80.000 inwoners.

## Geschiedenis
Owariasahi werd op 1 december 1970 een stad (shi).

## Verkeer
Owariasahi ligt aan de Seto-lijn van Meitetsu (Nagoya Spoorwegmaatschappij).
Owariasahi ligt aan de Tomei-autosnelweg, aan de nationale autowegen 363 en aan de prefecturale wegen 61 en 75.

## Economie
Van oorsprong was Owariasahi een landbouwdorp. Na het succes van de keramische industrie in Seto gingen veel mensen in deze industrietak werken. In de jaren 1960 verschoof de belangrijkste industrie naar de productie van elektronica.

## Geboren in Owariasahi
- Hiromitsu Kanehara (金原弘光, Kanahara Hiromitsu), Mixed Martial Arts vechter

## Aangrenzende steden
- Nagoya
- Seto